# Rabozée
Ne doit pas être confondu avec Rabosée.
Rabozée (ou Rabosée) est un hameau du village de Baillonville, en province de Namur, Belgique.  Sis au cœur de la Famenne belge (en bordure de la province de Luxembourg) il est aujourd'hui administrativement rattaché à la commune de Somme-Leuze (Région wallonne de Belgique). Avant la fusion des communes de 1977, Rabozée faisait partie de la commune de Baillonville.

## Situation
Rabozée se situe en Famenne au sud du village de Baillonville et du cours de l'Eau d'Heure. Il est bordé à l'est par la route nationale 63 allant de Liège à Marche-en-Famenne (voie à 4 bandes). La proximité de la cette voie rapide a entrainé un développement important des constructions d'habitations de type pavillonnaire, entreprises ces dernières décennies.

## Patrimoine
- Un important parc d'activités économiques (dit 'de Baillonville') se trouve de l'autre côté de la RN 63. Il a une superficie de 9,69 ha[1].